# Jaroslav Špillar
Jaroslav Špillar, zvaný Trávníček, (11. října 1869 Plzeň – 30. listopadu 1917 Dobřany u Plzně), byl český malíř především tvořící na Chodsku.

## Život
Jaroslav Špillar se narodil v rodině finančního úředníka Antonína Špillara a jeho ženy Františky. Jeho mladší bratři Karel Špillar a Rudolf Vojtěch Špillar byli rovněž výtvarnými umělci. Jaroslav Špillar patřil mezi první žáky nově založené Umělecko-průmyslové školy v Praze. Zde v letech 1885-87 studoval u Františka Ženíška a Jakuba Schikanedera a následně pět let na Akademii výtvarných umění u Maxmiliána Pirnera. Následoval studijní pobyt v Itálii a další cesty do zahraničí. V roce 1888 se začal zajímat o Chodsko a v roce 1891 se sem přestěhoval. Nejprve do Postřekova, kde bydlel v části obce Na trávníkách a dostal tak od místních lidí přezdívku Trávníček. Později si v roce 1902 postavil vilu v Peci pod Čerchovem.
Jaroslav Špillar, to nebyl takový přelétavý malířský pták, který pomiloval a nechal tak. Špillar si zamiloval Chodsko opravdově. Té lásce přinesl velkou oběť. Zřekl se velkoměstského života, přepychu, pohodlí, kaváren. „Zahrabal“ se v chodské vsi a spokojil se s jejím prostým životem. Studoval Chodsko, pozoroval, maloval. Modely pro své obrazy hledal při každé příležitosti. Stýkal se s prostým lidem u muziky v hospodách, při slavnostech, o přástkách a dračkách, na poli, na pastvě a na těchto svých toulkách se naučil lidu rozumět, poznávat jeho duši a milovat jej.
Jindřich Šimon Baar
Ve Špillarově vile pobývalo mnoho známých osobností, přátel bratrů Špillarů. V roce 1906 zde byl na své svatební cestě malíř Alfons Mucha s manželkou. Mezi dalšími návštěvníky byli malíři Mikoláš Aleš, Alois Kalvoda, spisovatelé Jan Vrba a Jindřich Šimon Baar, sochař Otakar Švec a další dnes již méně známé osobnosti.
Od roku 1904 se u Jaroslava Špillara začíná projevovat vážná duševní porucha, která se postupně zhoršovala a proto musel být umístěn do psychiatrické léčebny v Dobřanech, kde v listopadu 1917 zemřel. Je pohřben v rodinném hrobě ve Šťáhlavech

## Dílo
Od r. 1888 začíná pravidelně malovat v Pošumaví, kde studoval lid v okolí Postřekova a maloval výjevy ze života Chodů. Pobýval v místních hospodách, sledoval slavnosti, denní práci lidí na poli a další chodské události. Lásku k Chodsku a jeho obyvatelům vyjádřil ve svých obrazech Vesnický fotograf, U studánky, Malé krajkářky, Chodská přadlenka a Výměnkáři. Své chodské genry vystavoval od roku 1890 do roku 1901 v Rudolfinu. Rané práce se vyznačují akademickou přesností a chladnými tóny. Postupně však dospěl k živější barevnosti a velkorysejšímu traktování obrazu. 
V l. 1895 až 1898 namaloval významné symbolistní obrazy, např. Ranní mlhy, Večerní mlhy a Vodníkův zimní klid.
Na své první souborné výstavě v Topičově salonu (1899) představil 86 prací, které byly průřezem jeho dosavadního díla (např. rané dílo Spící kuchtík, známé obrazy Lešetický kovář a Robota, symbolistní obrazy Ranní mlhy a Vodníkův zimní klid).
Známé jsou i jeho malířsky uvolněné a koloristicky bohaté studie i finální obrazy z Itálie. V Benátkách pobýval v roce 1892. Podruhé do Itálie cestoval v r. 1900, kdy maloval motivy moře a mořského pobřeží z oblasti Livorna. Dále pobýval ve Florencii a Fiesole. 
V roce 1902 si postavil vilu v Peci pod Čerchovem.  Z tohoto období stojí za pozornost jeho zimní krajinářské motivy, např. Tání a V souvoze, které maloval ze svého pojízdného ateliéru (později jej zakoupil Alois Kalvoda). Na třetí pražské souborné výstavě v r. 1905 vystavil v paláci Aliance 66 obrazů z cyklu "Zima" a 34 studií z Itálie.
Po návratu z Itálie  v l. 1900-1901 vyzdobil nástěnými malbami spolu s Karlem Klusáčkem zasedací síň ve Vlašském dvoře v Kutné Hoře. jednalo se o dvě historické fresky Volba Vladislava Jagellonského za krále v roce 1471 a Podepsání Dekretu kutnohorského roku 1409. Následně v r. 1902 společně s Karlem Klusáčkem a bratrem Karlem Špillarem realizoval další monumentální dílo - výzdobu záložny v Náchodě.
Soupis díla je v monografii Jana Weniga "Malíř chodského lidu Jaroslav Špillar". Většina obrazů s chodskými náměty, které jsou zároveň etnografickým materiálem, je soustředěna v Galerii bratří Špillarů v Domažlicích. Větší sbírku významných obrazů (např. Zima pod Čerchovem, Tání, Úvoz, Skřivánek a Vodníkův zimní klid a Při měsíčku) zpravuje Západočeská galerie v Plzni.

## Galerie

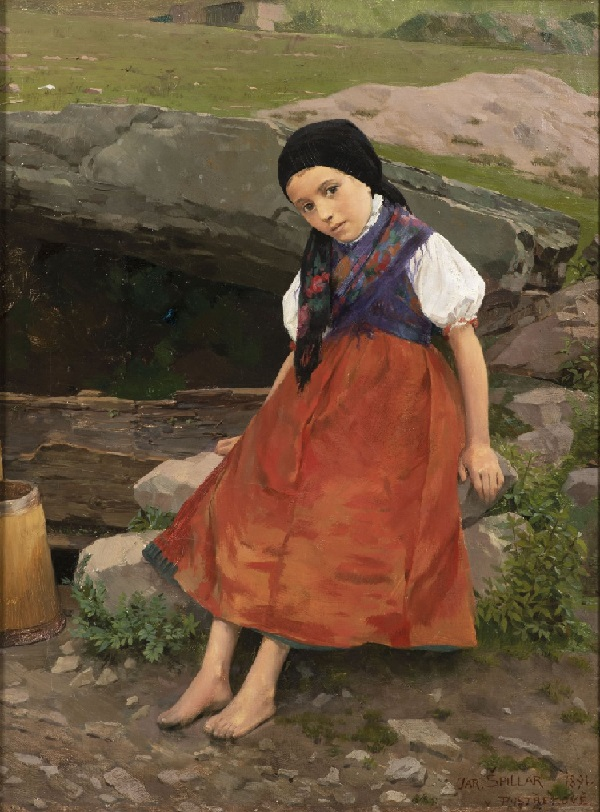
Jaroslav Špillar U studánky (1891)
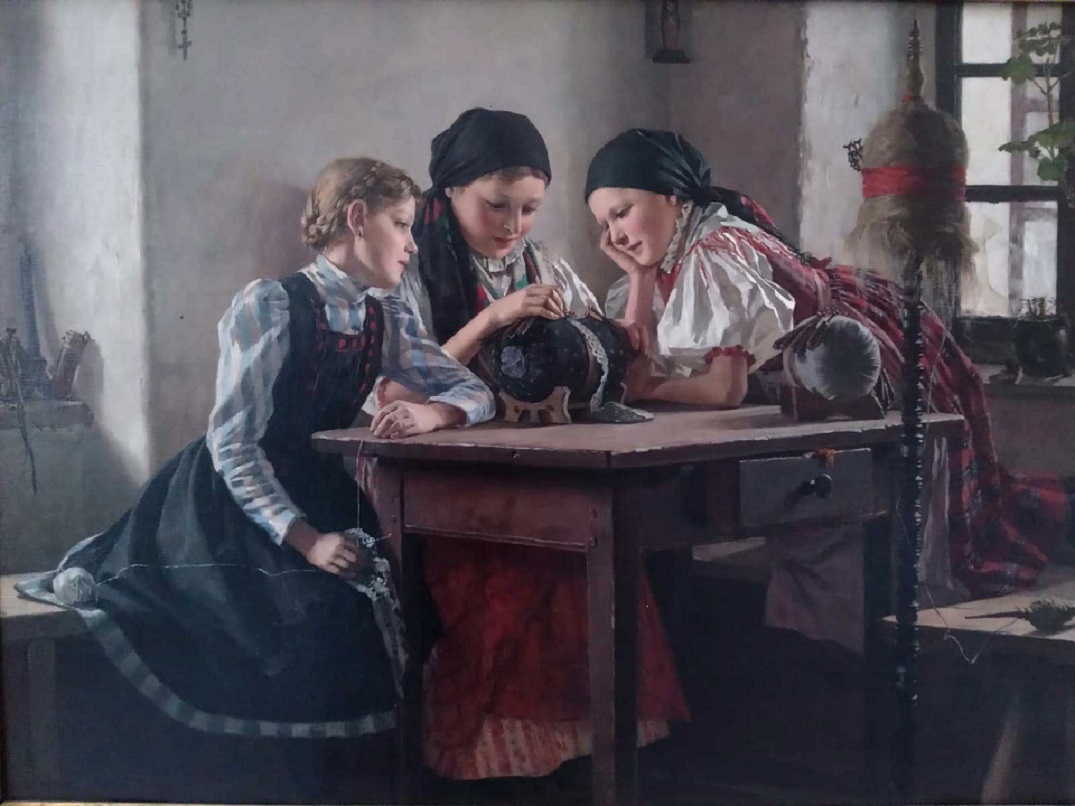
Jaroslav Špillar Malé krajkářky (Nový vzorek) (1892)
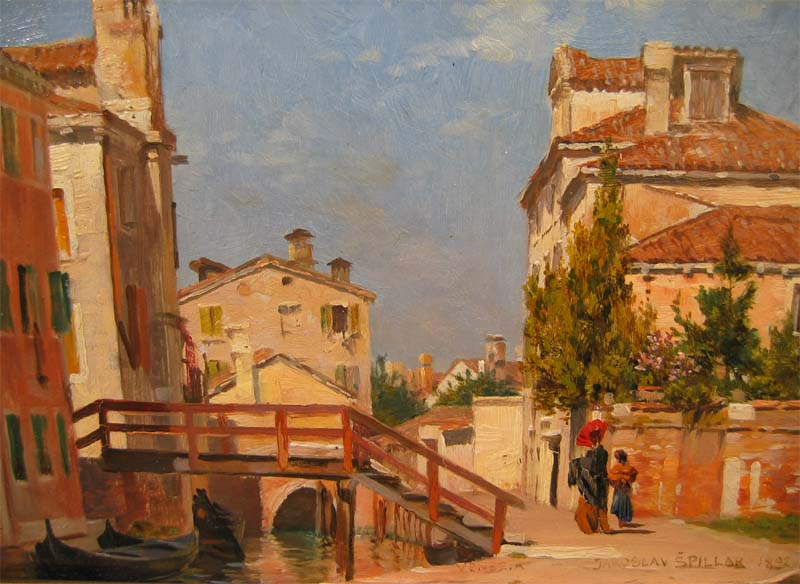
Jaroslav Špillar Benátky (1892)
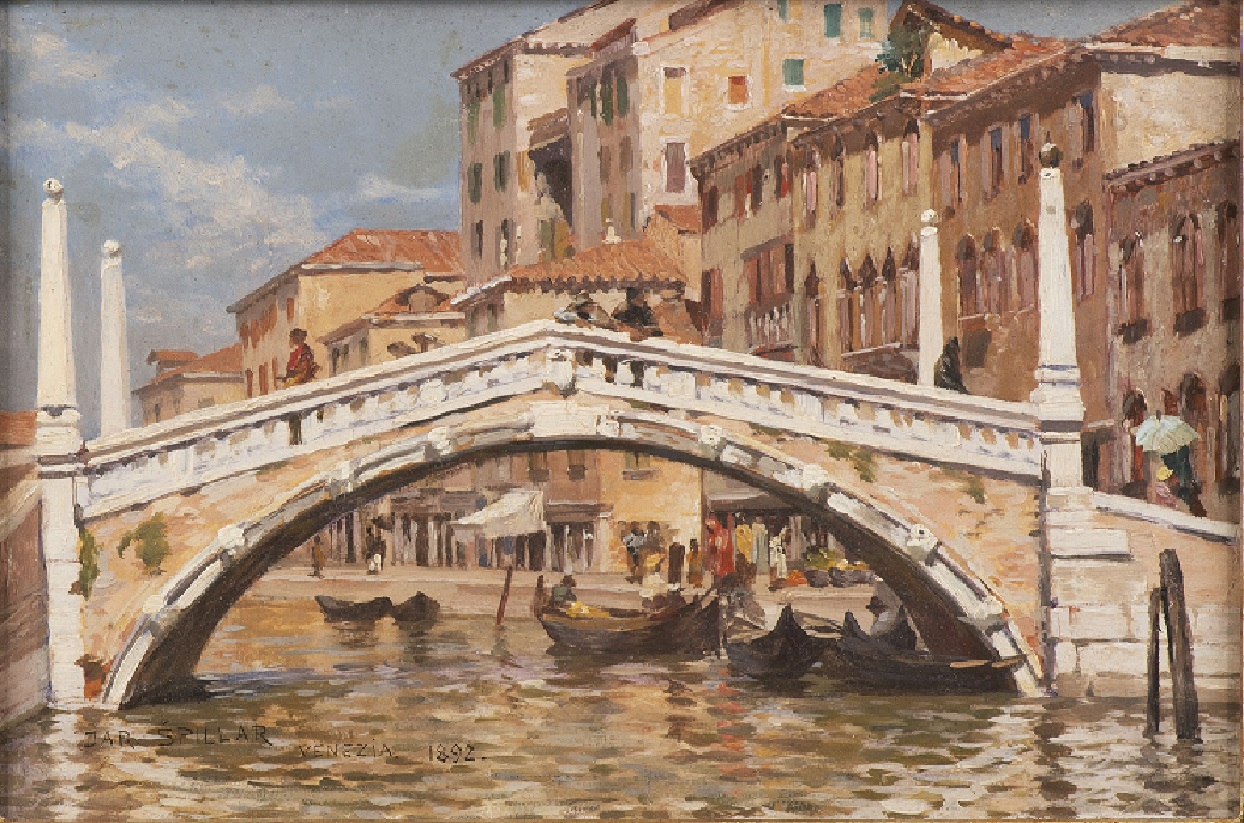
Jaroslav Špillar Benátky II (1892)
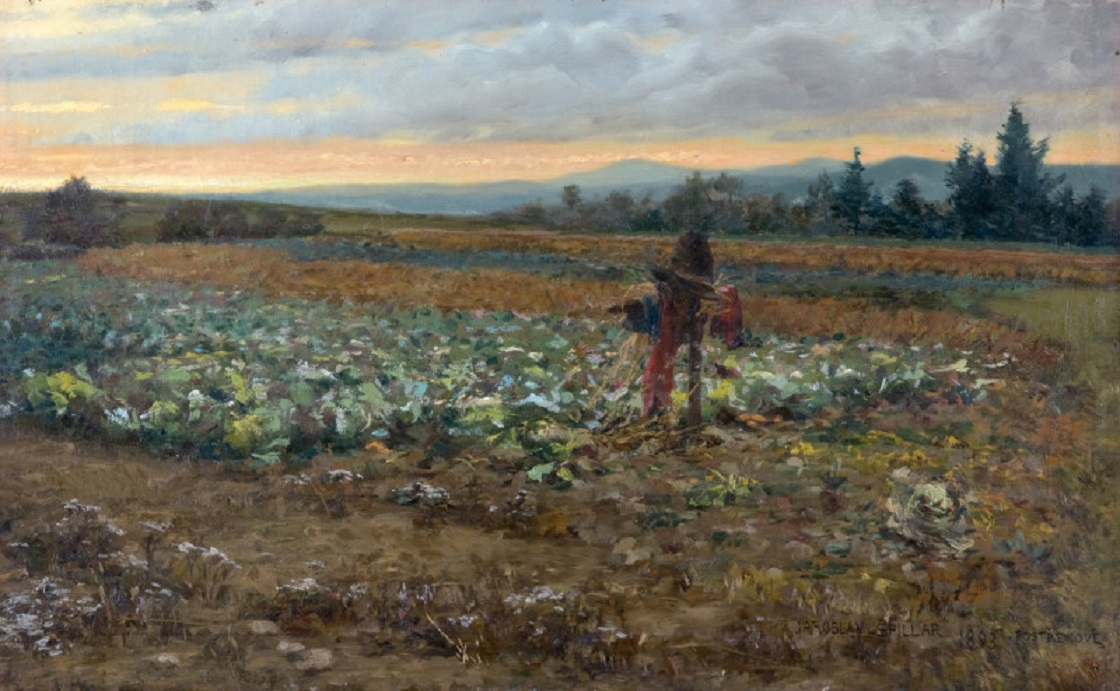
Jaroslav Špillar Strašák v zelném poli (1893)
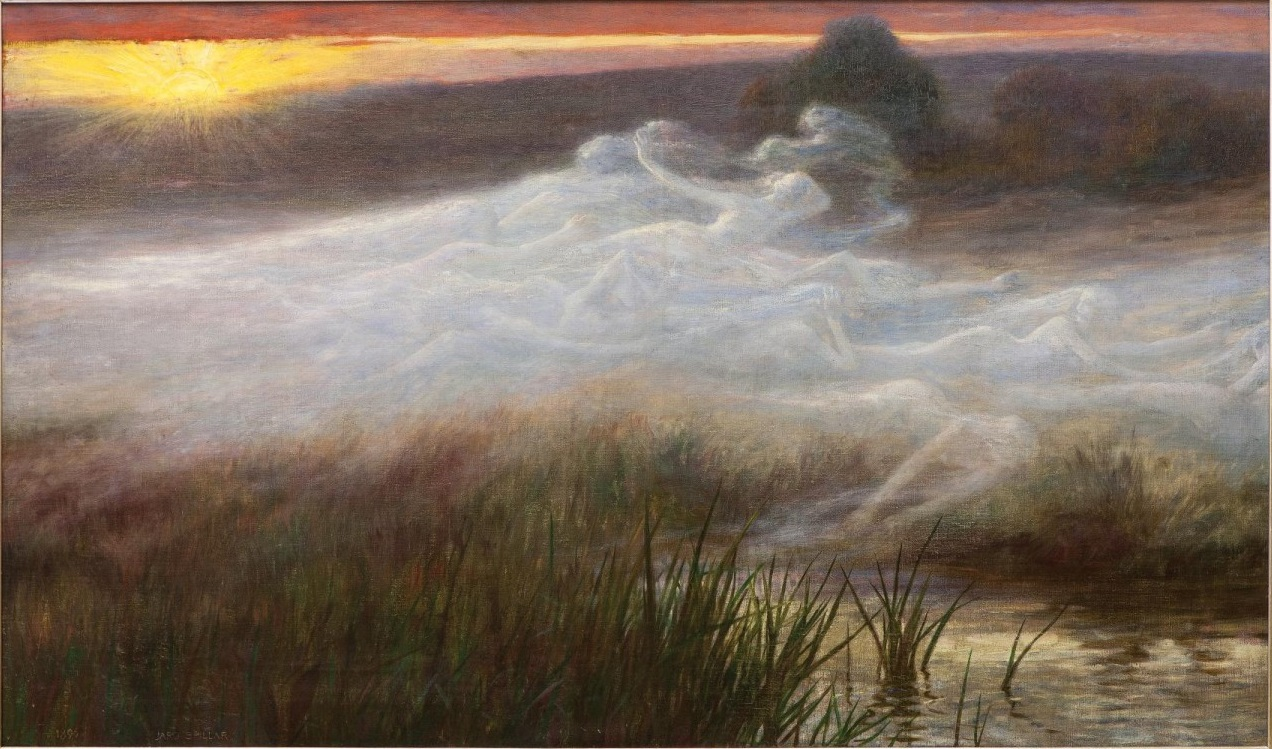
Jaroslav Špillar Ranní mlhy (1895)
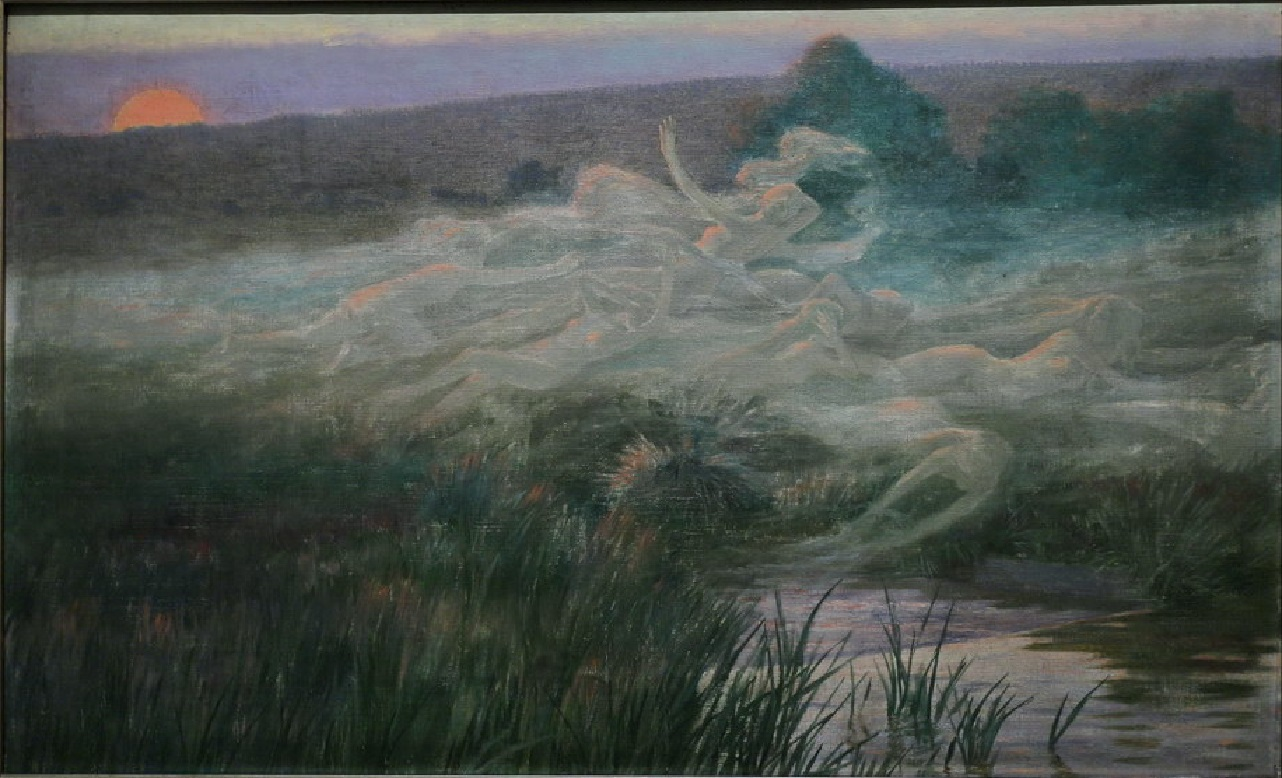
Jaroslav Špillar Večerní mlhy (1895)
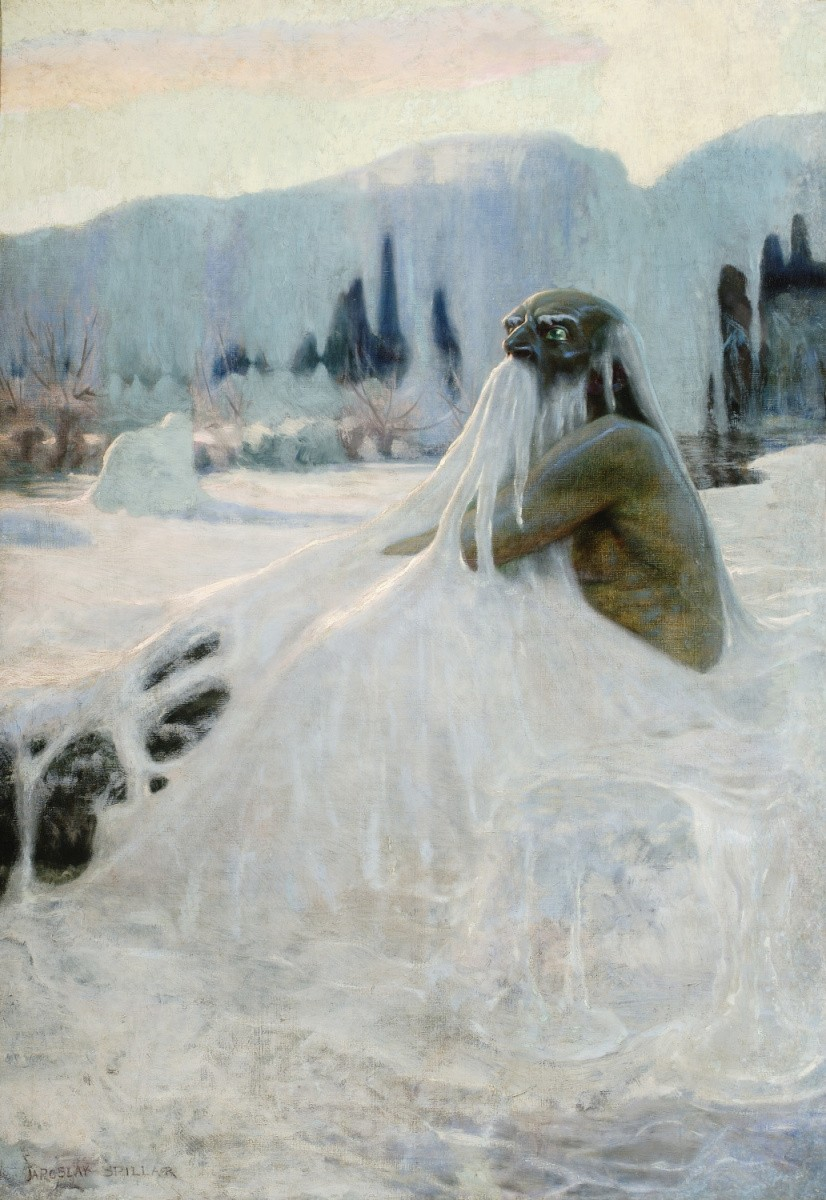
Jaroslav Špillar Vodníkův zimní klid (1897/98)
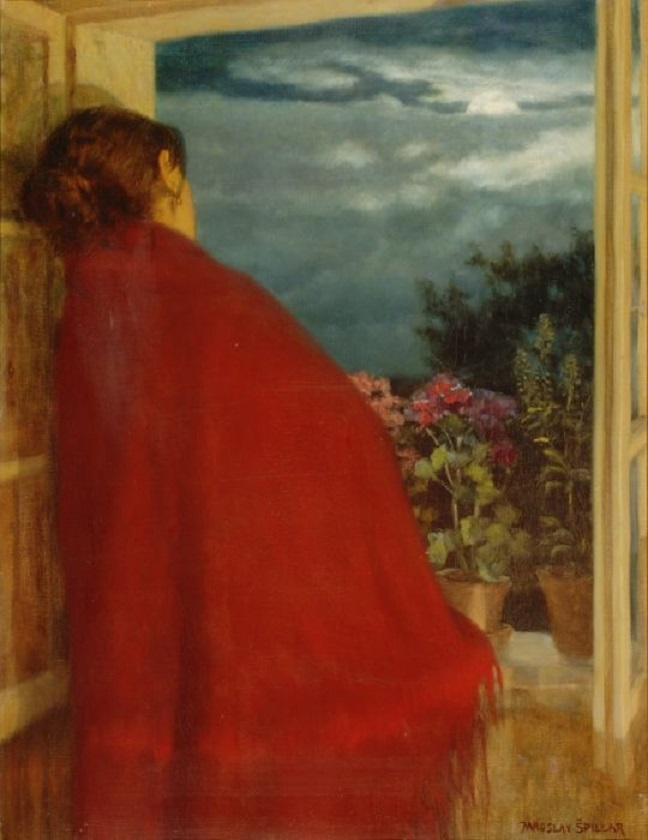
Jaroslav Špillar Při měsíčku (1898/99)
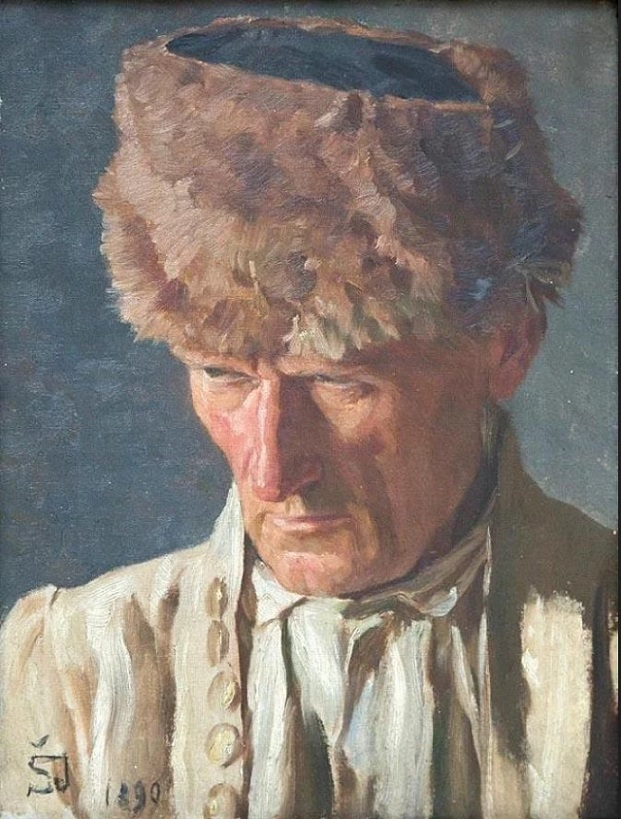
Jaroslav Špillar Portrét muže (1899)
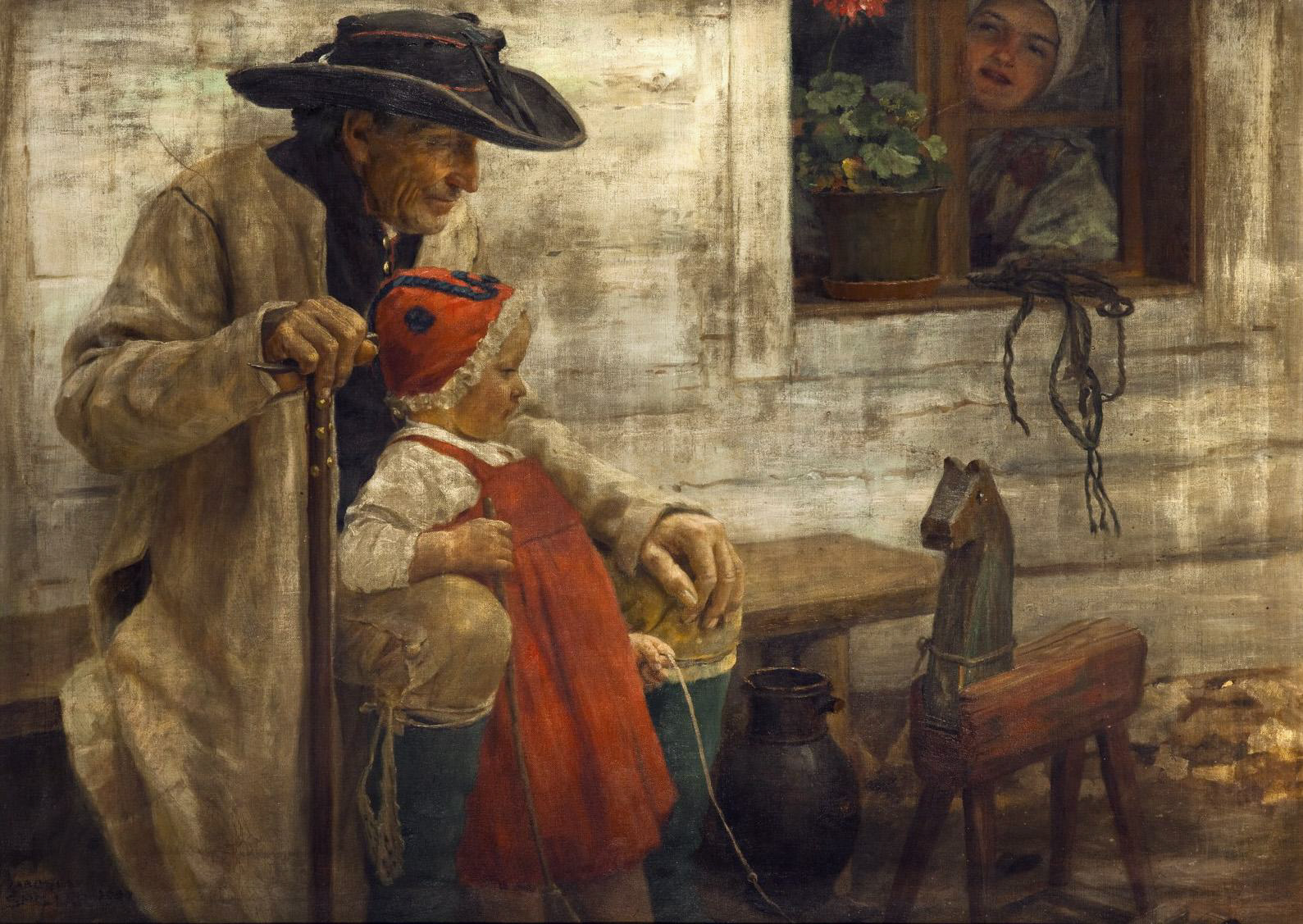
Jaroslav Špillar U děda (1900)
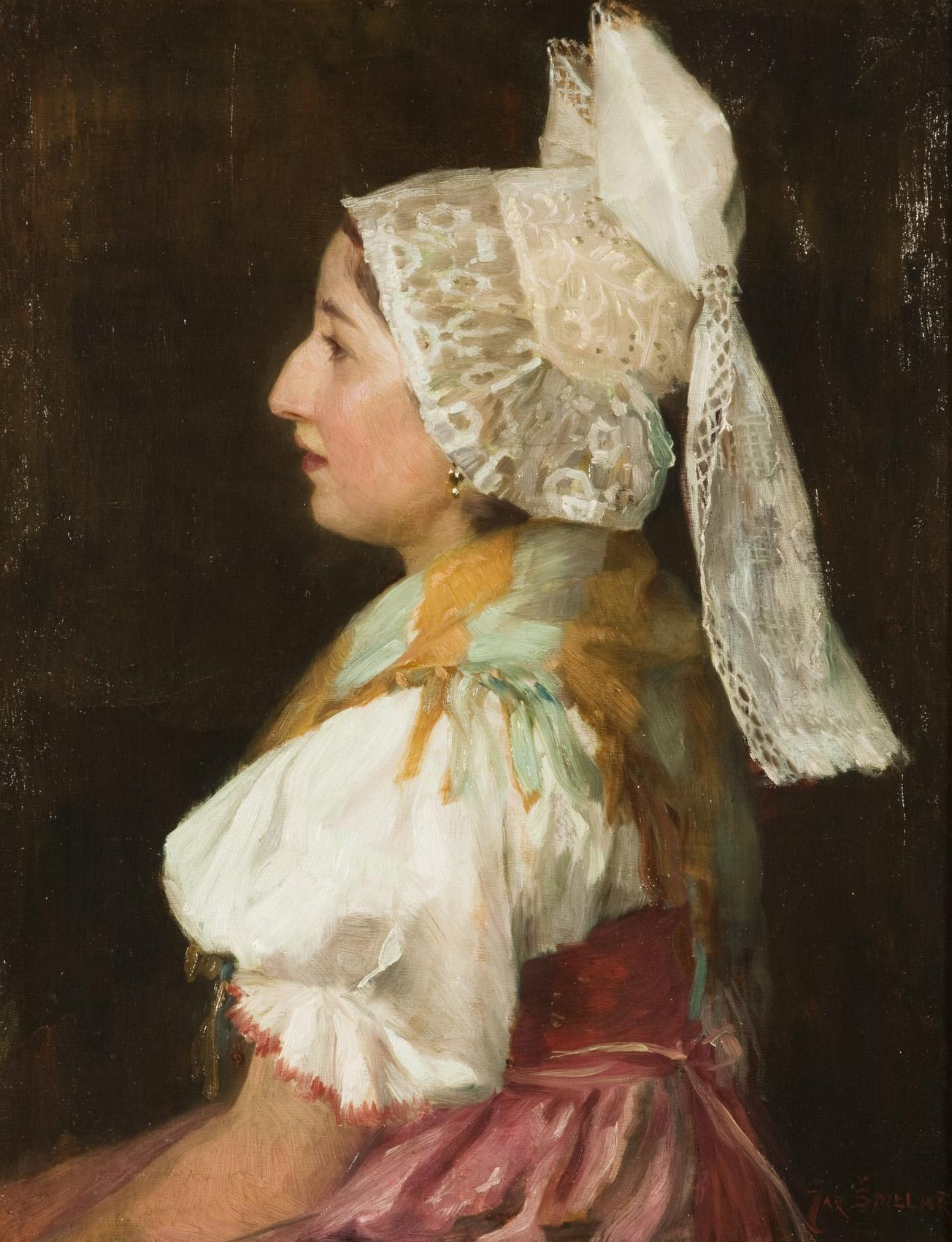
Jaroslav Špillar Holubička (1900)
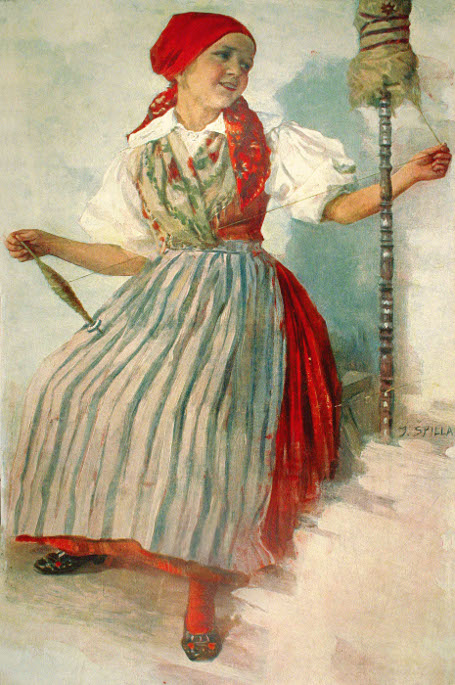
Jaroslav Špillar Chodská přadlenka
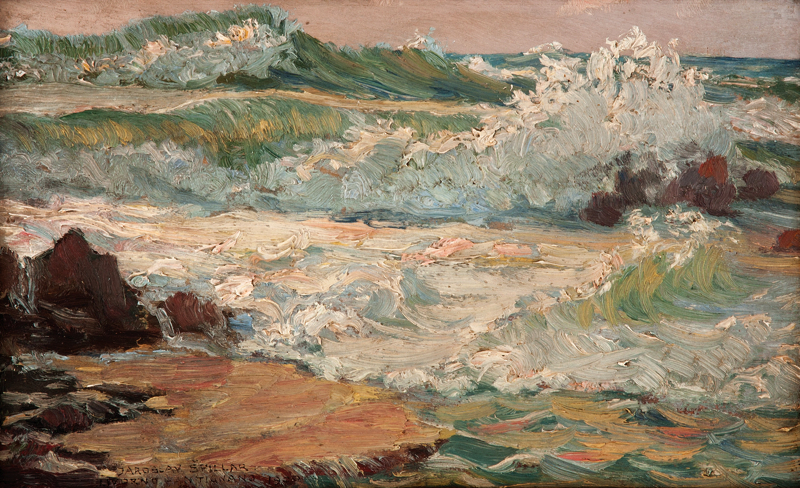
Jaroslav Špillar Livorno Antignano (1900)
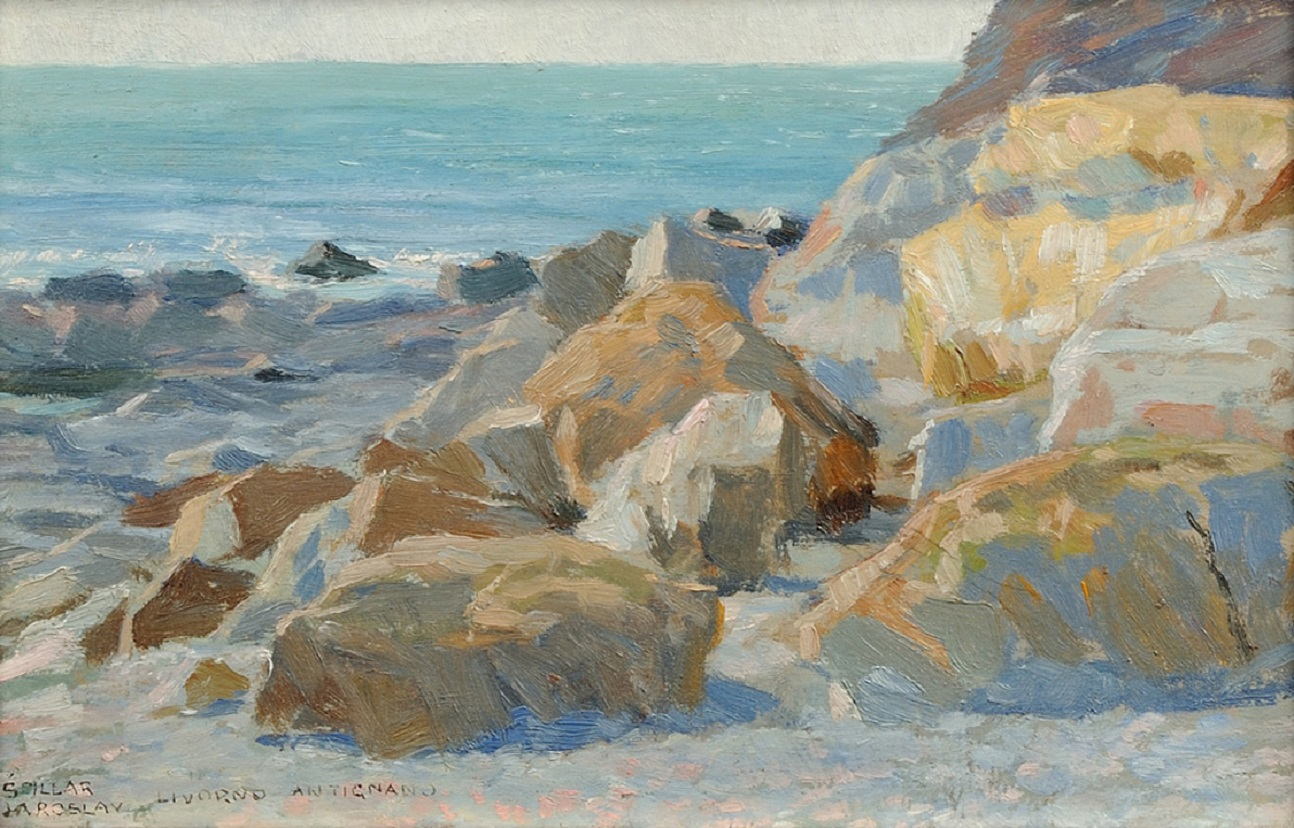
Jaroslav Špillar Livorno Antignano II (1900)
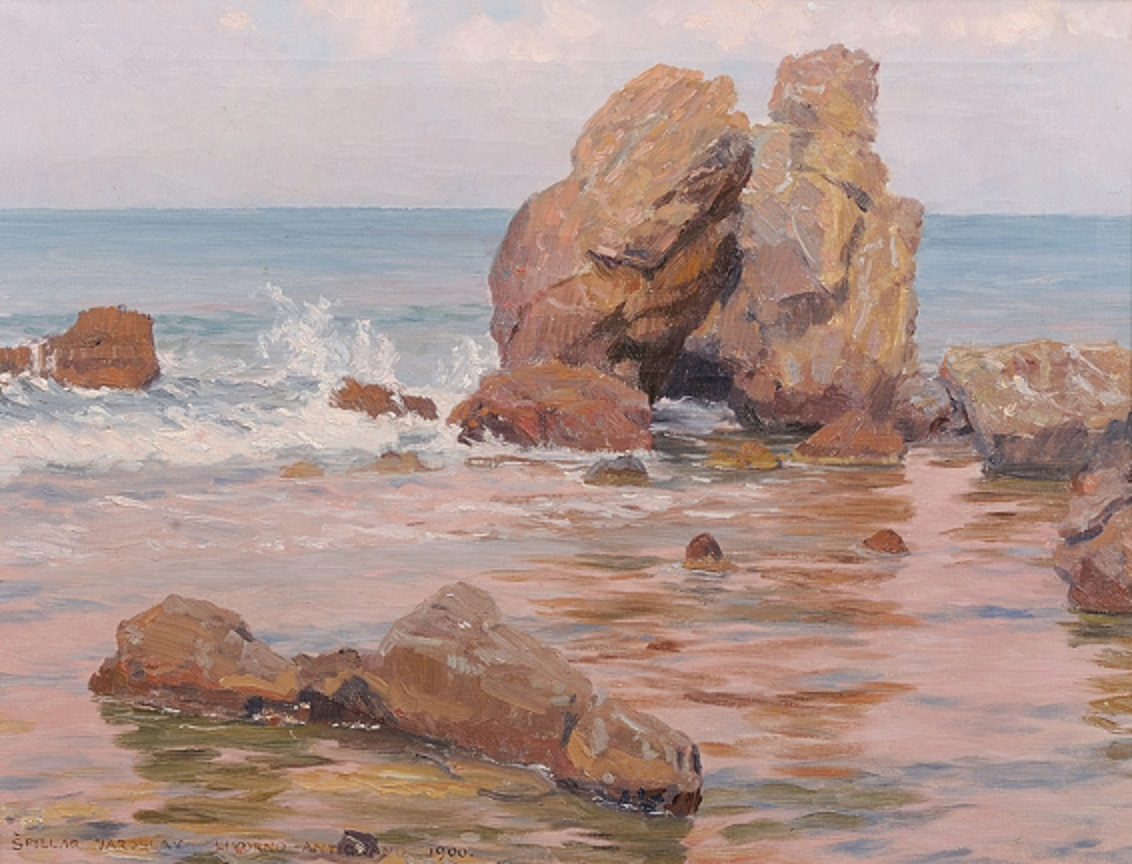
Jaroslav Špillar Pobřeží u Livorna (1900)
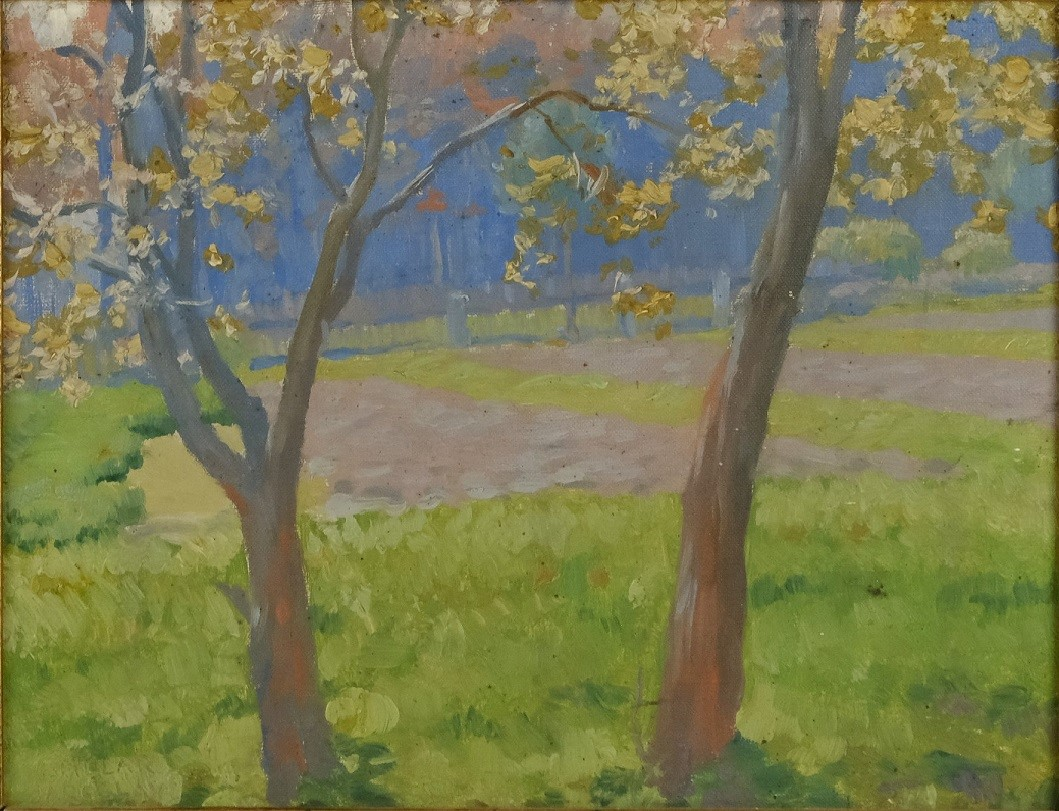
Jaroslav Špillar V parku (1900)
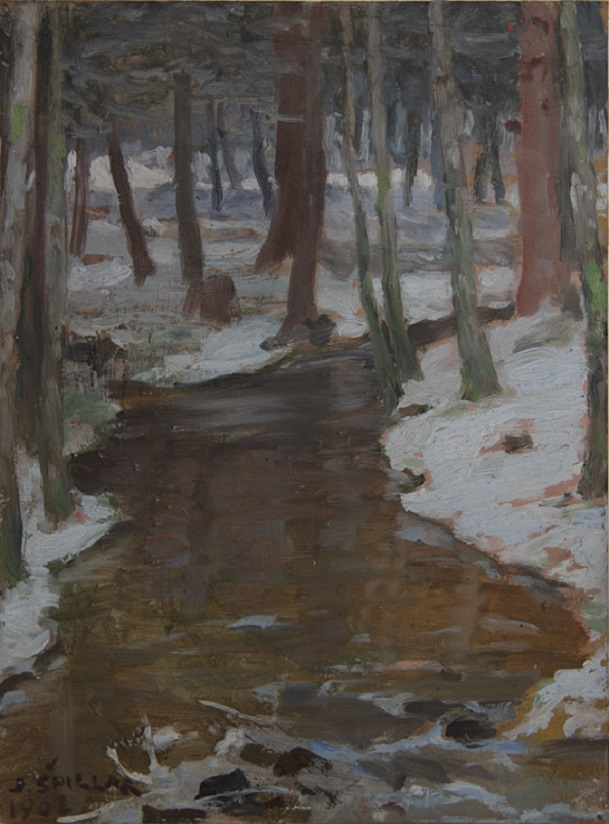
Jaroslav Špillar Tání (1902)
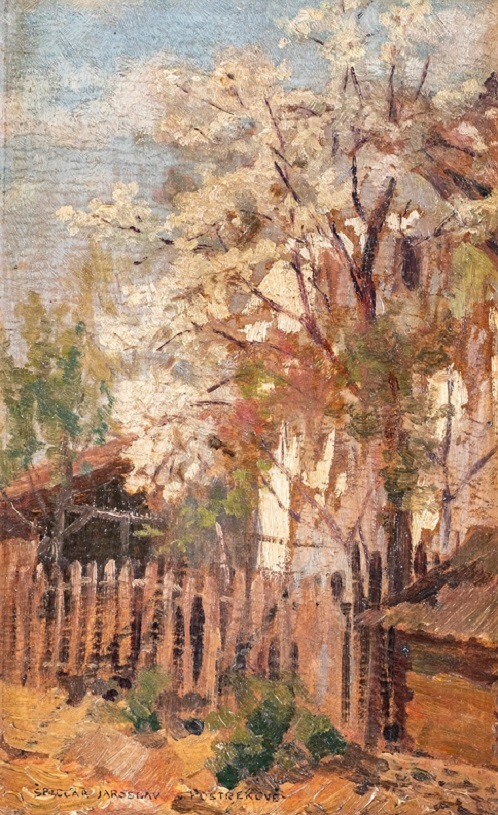
Jaroslav Špillar Zahrádka
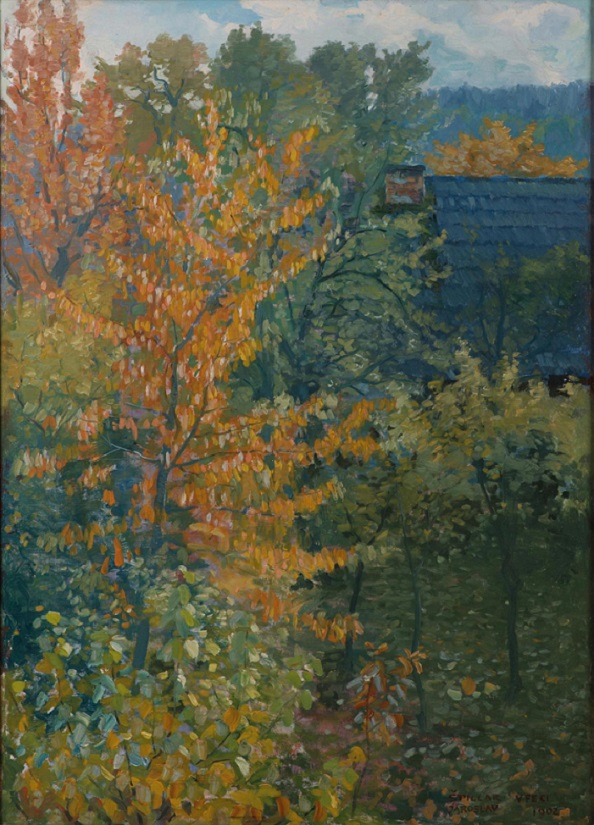
Jaroslav Špillar V Peci (1902)
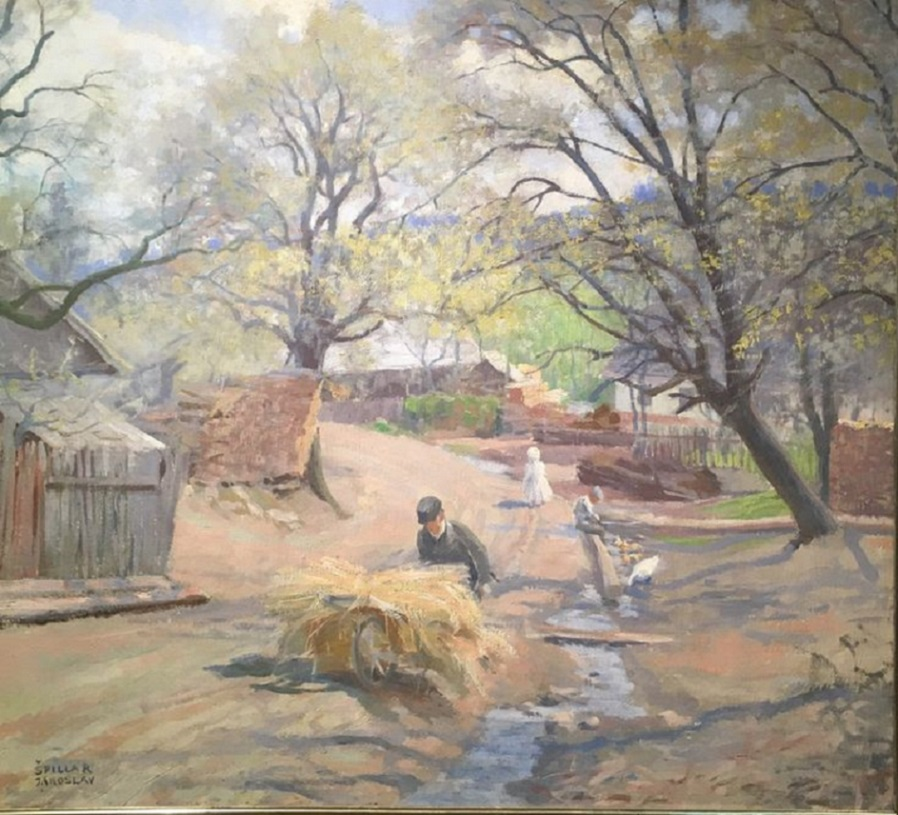
Jaroslav Špillar Náves s potůčkem
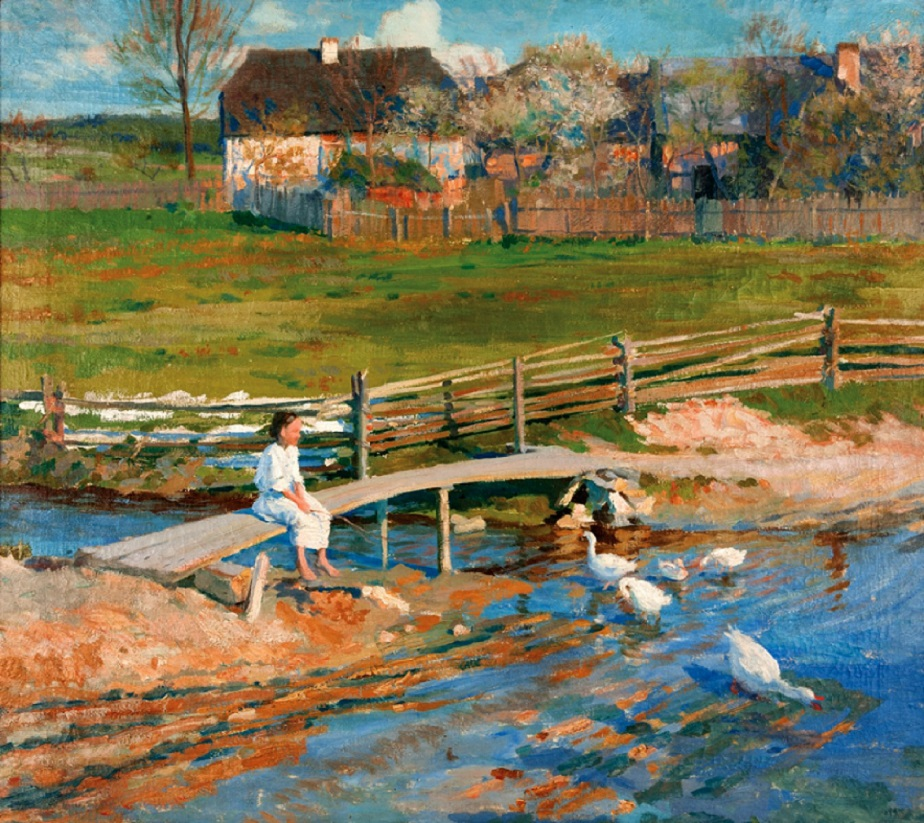
Jaroslav Špillar Jaro přede vsí (1900-1904)
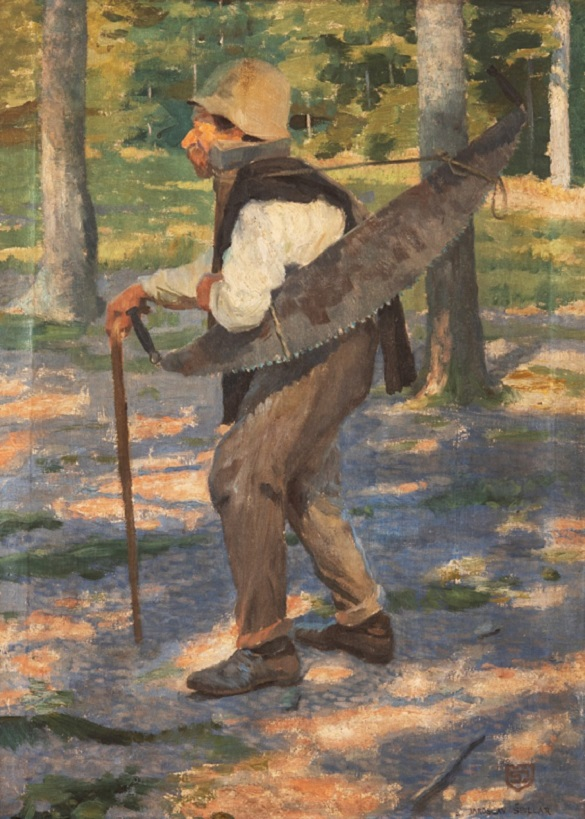
Jaroslav Špillar Dřevorubec (1900-1901)
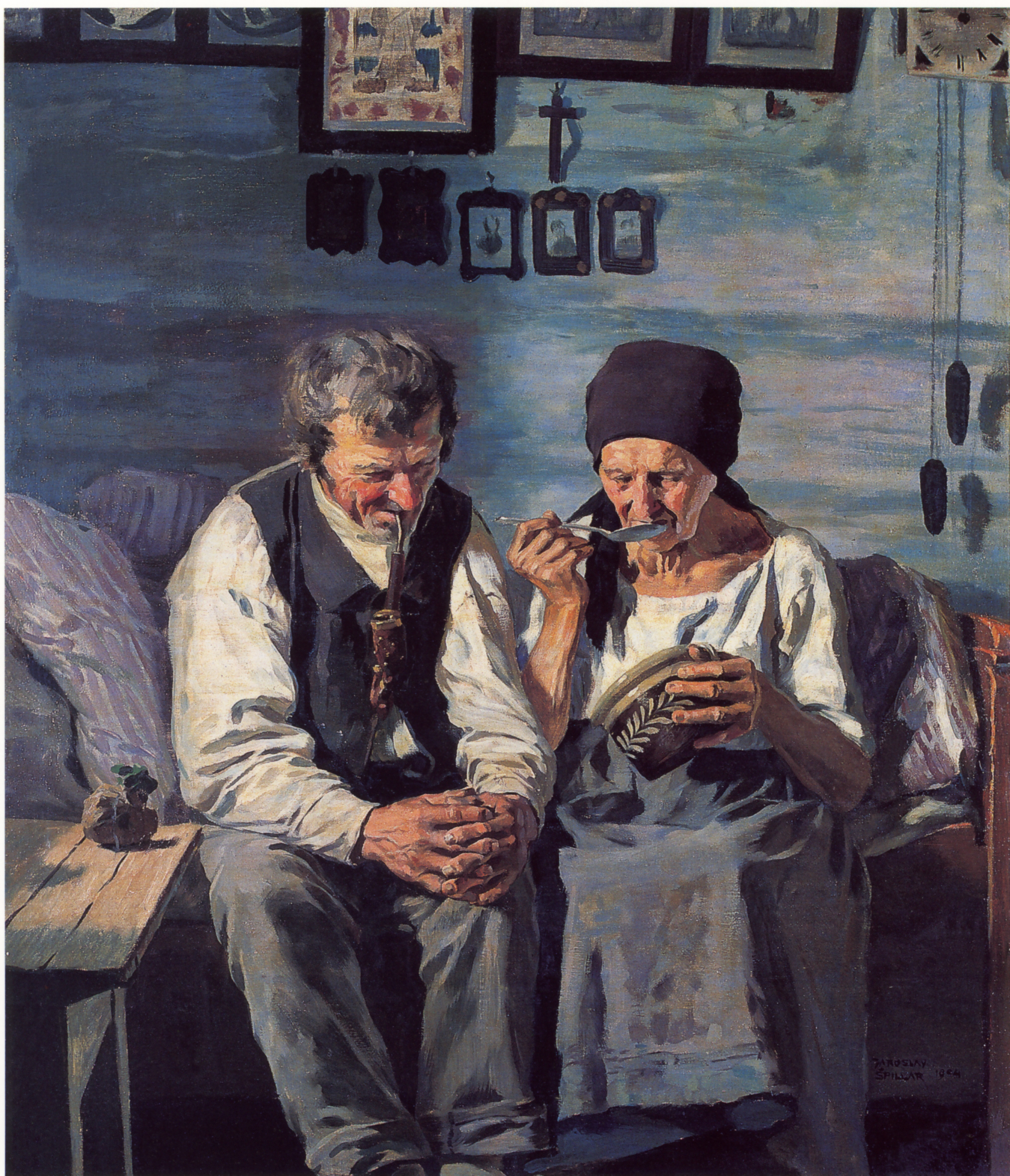
Jaroslav Špillar Výměnkáři (1904)
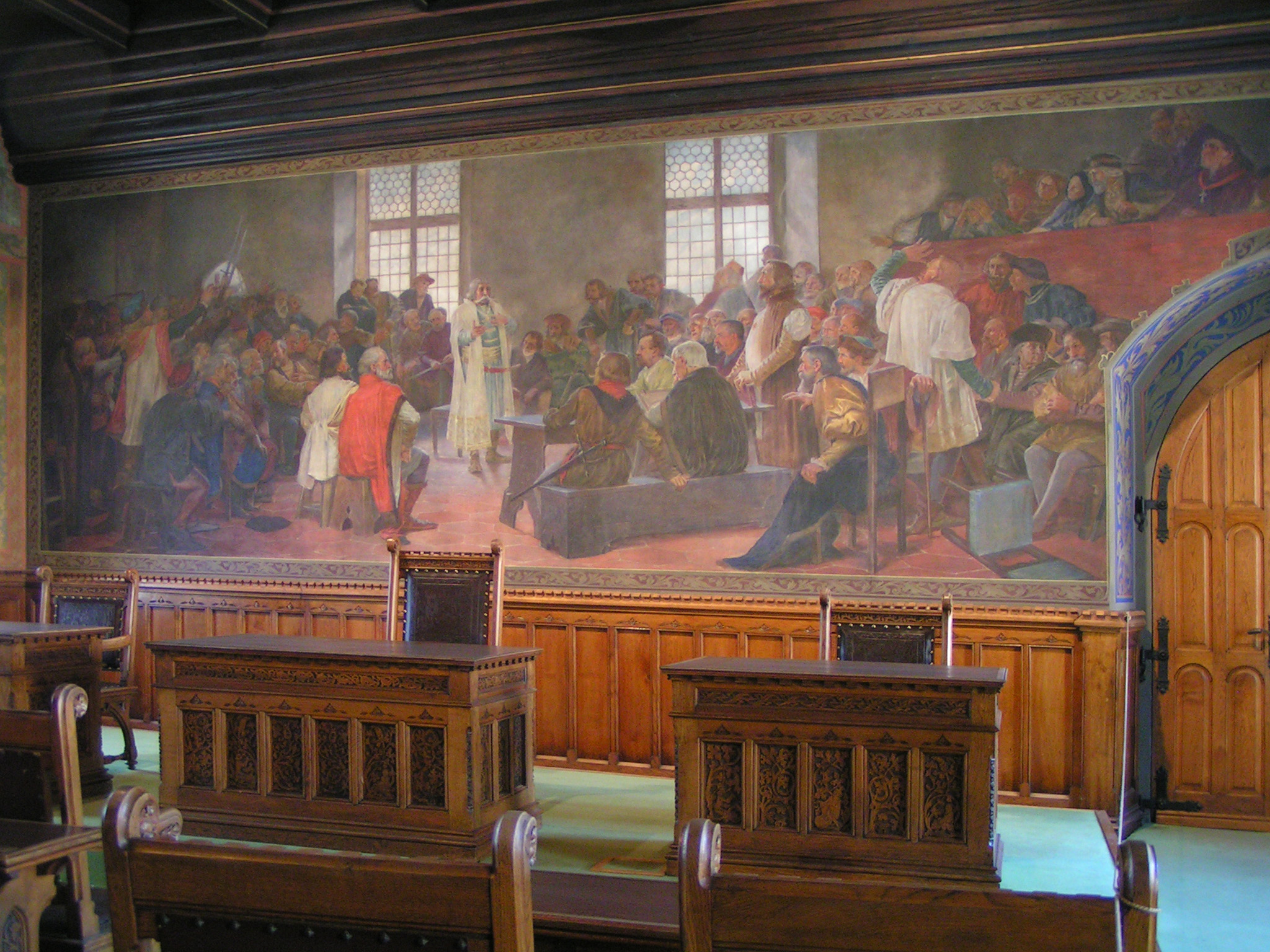
Jaroslav Špillar Volba Vlad. Jagellonského (Vlašský dvůr v Kutné Hoře, 1901)

## Současnost

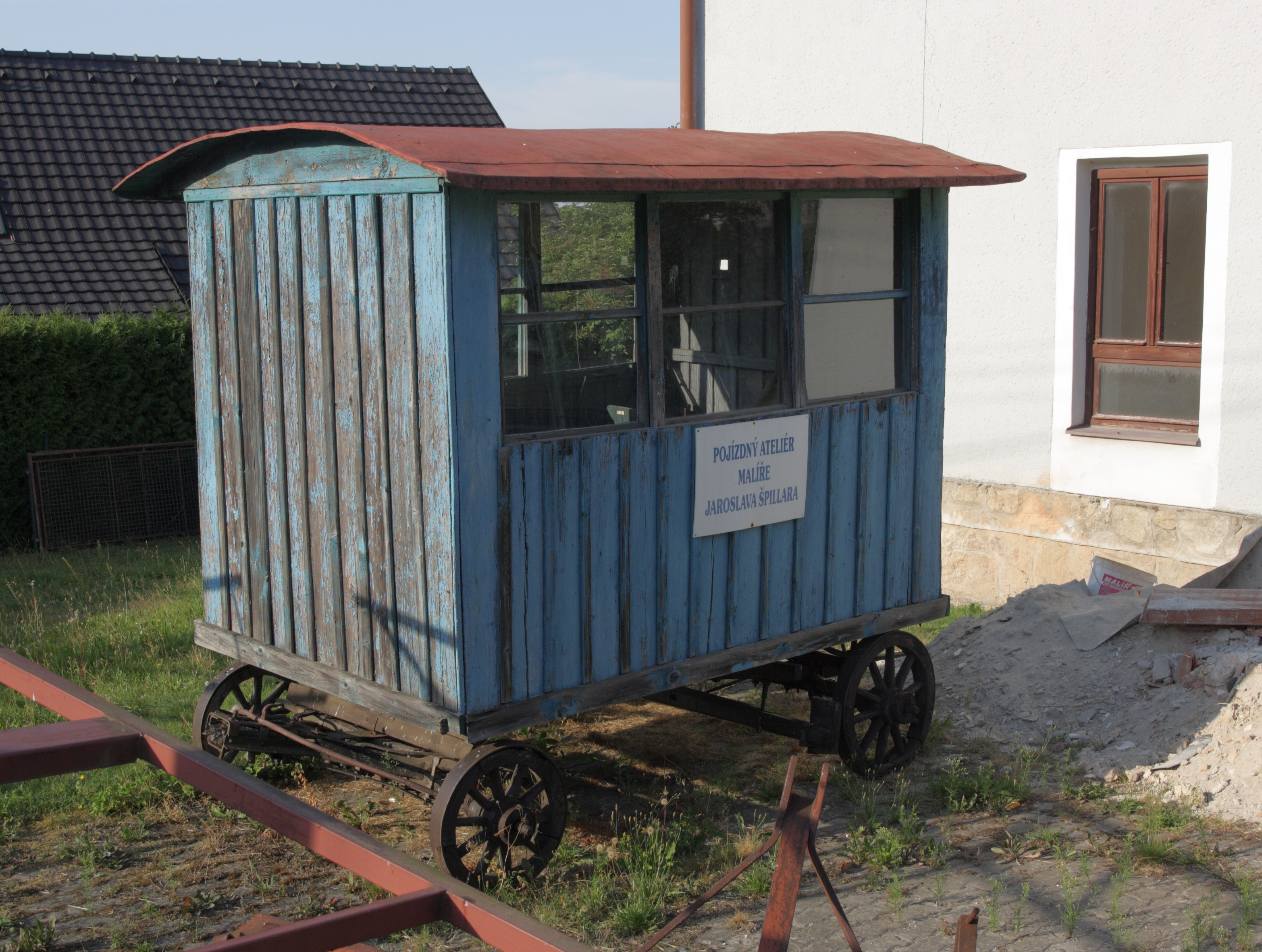
pojízdný ateliér Jaroslava Špillara v Peci

Vzpomínka na Jaroslava Špillara je na Chodsku stále živá. Připomínají jej zejména:
- Galerie bratří Špillarů v Domažlicích
- Pamětní deska bratrům Špillarům a Ludmile Jiřincové na Špillarově vile v Peci, odhalená v roce 2002[3]
- Špillarova stezka v Peci, (obnovena v roce 2007),[4] vede místy, která měl malíř nejraději
- Na zahradě bývalé školy v Peci zachovaný pojízdný ateliér, který si nechal Špillar postavit podle vlastního návrhu a objížděl s ním okolí.
- Restaurace Špillarka v Peci
- Folklorní pásmo písní a tanců Špillarovo vobrázky provedené Národopisným souborem Postřekov v roce 2011[5]
- Reportáž ČT v pořadu Toulavá kamera o Špillarově vile v Peci[6]